# Hylis cariniceps
Hylis cariniceps är en skalbaggsart som först beskrevs av Edmund Reitter 1902.  Hylis cariniceps ingår i släktet Hylis, och familjen halvknäppare. IUCN kategoriserar arten globalt som livskraftig. Enligt den finländska rödlistan är arten nära hotad i Finland. Arten är reproducerande i Sverige. Artens livsmiljö är naturlundskogar.